# Латгальська мова

Поширення латгальської мови у Латвії станом на 2011 рік.

Латга́льська мо́ва — термін, яким позначають мову латгальців, мешканців регіону Латгалія, що розташований на сході Латвії. Частина мовознавців вважає латгальську мову окремою, третьою живою балтською мовою; проте у цілому питання самостійного статусу мови залишається суперечливим.Літературна норма латгальської мови визнається і оберігається латвійським законодавством як різновид латвійської мови. Кількість мовців — до 150 тисяч людей. 
За даними лінгвістів може поєднувати в собі два поняття:
1. мова балтського племені латгалів. Зокрема й літературна латиська мова стала нащадком цього давнього говору[джерело?];
2. сучасна мова латгальців в Латгалії, що виникла завдяки тривалій політичній окремішності регіону від Латвії[джерело?].

## Історія
Писемна мова виникла у 18 столітті на ґрунті місцевих говірок. Перша книжка латгальською «Євангеліє на весь рік» (Evangelia toto anno) з'явилася 1753 року. Правописні традиції спиралися на польську орфографію. Завдяки єзуїтам протягом 18 та 19 століть у цьому якнайсхіднішому осередку римо-католицької віри було видано немало літератури на релігійну тематику.
У 19 столітті царатом було суворо заборонено друк латинською абеткою у Вітебській губернії, що безпосередньо й стосувалося латгальської мови. Заборона проіснувала від 1865 до 1904 року.
1918 року Латгалія стала частиною новоствореної Латвійської держави. Закон про мову Латвійської Республіки від 2000 гарантує права латгальської мови та обов'язок держави охороняти її як національну спадщину. Проте викладання латгальською мовою не відбувається. 